# Stratigrafija
Stratigrafija je veja geologije, ki proučuje zaporedje plasti v Zemljini skorji, njihovo starost in medsebojne odnose ter dogodke, ki so povzročili njihov nastanek.

## Področja stratigrafije
- biostratigrafija ali paleontološka stratigrafija, metoda, pri kateri s pomočjo analize fosilnih ostankih organizmov rastlinskega ali živalskega izvora določamo plast
- litostratigrafija ali litološka metoda, s katero primerjamo litološko sestavo plasti
- kronostratigrafija je del stratigrafije, ki se ukvarja z relativnimi starostmi in časovnimi odnosi sekvenc kamnin
- sekvenčna stratigrafija
- magnetostratigrafija je študij sprememb magnetnih lastnosti v različnih sekvencah mineralov in kamnin
- arheološka stratigrafija se ukvarja s stanjem arheoloških ostalin ozziroma reševanjem in dokumentiranjem arheoloških izkopavanj